# Ньёдан
Ньёда́н (фр. и окс. Nieudan) — коммуна во Франции, находится в регионе Овернь. Департамент — Канталь. Входит в состав кантона Ларокбру. Округ коммуны — Орийак.
Код INSEE коммуны — 15143.
Коммуна расположена приблизительно в 430 км к югу от Парижа, в 115 км юго-западнее Клермон-Феррана, в 17 км к северо-западу от Орийака.

## Население
Население коммуны на 2008 год составляло 106 человек.
| 1962 | 1968 | 1975 | 1982 | 1990 | 1999 | 2008 |
| ---- | ---- | ---- | ---- | ---- | ---- | ---- |
| 96   | 115  | 105  | 99   | 97   | 105  | 106  |

## Экономика
В 2007 году среди 72 человек в трудоспособном возрасте (15—64 лет) 41 были экономически активными, 31 — неактивными (показатель активности — 56,9 %, в 1999 году было 71,6 %). Из 41 активных работали 38 человек (25 мужчин и 13 женщин), безработных было 3 (1 мужчина и 2 женщины). Среди 31 неактивных 6 человек были учениками или студентами, 14 — пенсионерами, 11 были неактивными по другим причинам.

## Достопримечательности
- Голубятня и часовня Брюэль (XVII век). Памятник истории с 2008 года[3]
- Амбар Мазьоль (1802 год). Памятник истории с 2007 года[4]